# Vladimír Mináč
Vladimír Mináč (Klenovec, 10 agosto 1922 – Bratislava, 25 ottobre 1996) è stato uno scrittore, saggista, sceneggiatore e politico slovacco.

## Biografia
Ricevette la sua formazione al ginnasio di Rimavská Sobota e in quello di Tisovec, ove conseguì la maturità. Proseguì gli studi alla facoltà di filosofia dell'Università Comenio di Bratislava, in cui studiò slovacco e tedesco. 
Prese parte attivamente all'Insurrezione nazionale slovacca, alla fine del 1944 fu preso prigioniero e deportato al campo di concentramento di Mauthausen e in seguito in quello di Dachau. 
Dopo la guerra fu redattore del giornale dell'esercito Bojovník ("Il combattente", in seguito ribattezzato Obrana ľudu, "La difesa della gente"). Nel 1949 divenne segretario della sezione slovacca dell'Unione degli scrittori cecoslovacchi e nello stesso tempo fu redattore del quotidiano Kultúrny život ("Vita culturale"). 

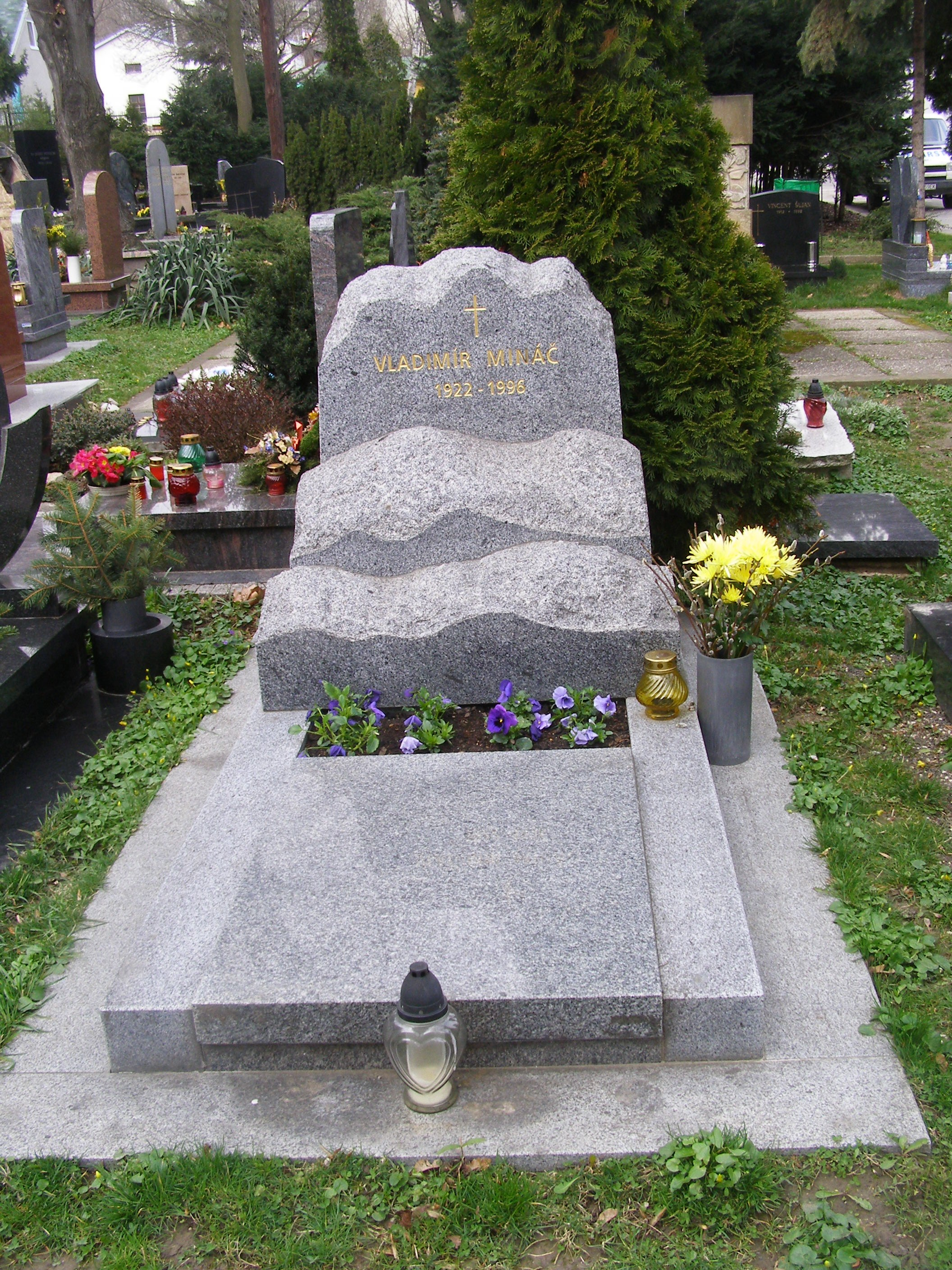
La tomba di Vladimír Mináč al cimitero di Slávičie údolie.

Nel 1951 divenne capo del reparto di sceneggiatura del Cinema cecoslovacco, in seguito fu promosso caporedattore di Kultúrny život e dal 1955 caporedattore della rivista letteraria Slovenské pohľady. Dal 1956 al 1974 si dedicò professionalmente alla letteratura. Nel 1971 divenne deputato al Consiglio nazionale slovacco. Dal 1974 al 1990 fu presidente della Matica slovenská. Dal 1968 al 1989 fu membro del Comitato centrale del Partito comunista cecoslovacco.
Dopo il 1970 fu uno degli intellettuali sostenitori della normalizzazione e prese parte alla campagna contro Solženicyn. Nei suoi saggi definì la storia slovacca come una storia del lavoro, che ha garantito la sopravvivenza degli slovacchi anche nei momenti peggiori. Questa concezione fu adottata anche da altri numerosi scrittori slovacchi dell'epoca. Nel 1988 lanciò l'iniziativa ecologica Bratislava/nahlas. Respinse la Rivoluzione di velluto del 1989 e i suoi protagonisti. Dal 1990 al 1992 fu deputato al Parlamento federale cecoslovacco per il Partito della sinistra democratica (SDĽ). Morì il 25 ottobre 1996 a Bratislava e fu sepolto al cimitero di Slávičie údolie.

## Attività letteraria
Grazie alle sue esperienze di giornalista e di pubblicista la maggioranza delle sue opere è dedicata a problemi sociali di attualità. Si basò sulle sue vicende personali, ma anche sull'eredità dell'Insurrezione nazionale slovacca, che appare nella sua prosa come un motivo sempre ricorrente, ma anche come un'occasione di riflessione e un'idea che informa gli eventi dell'attualità. Si impegnò a comprendere l'uomo nella sua relazione con la storia e con il presente. 
Nelle sue prime prose interpretò realtà e personaggi nello spirito della poetica di Hemingway (Smrť chodí po horách, "La morte cammina per le montagne"). Nella trilogia di romanzi Generácia ("Una generazione"), composta da Dlhý čas čakania ("Una lunga attesa"), Živí a mŕtvi ("I vivi e i morti"), Zvony zvonia na deň, "Le campane suonano per il giorno"), diede un quadro molteplice della guerra e della vita postbellica in Slovacchia. Una caratteristica del suo lavoro in prosa è un approccio critico e satirico alla realtà, come avviene nel racconto Tmavý kút ("L'angolo scuro"), e nel romanzo satirico Výrobca šťastia, "Il fabbricante di felicità"). Nei saggi storici, si concentrò sulla scoperta dell'identità nazionale slovacca: Dúchanie do pahrieb ("Soffiare sulla brace"), Zobrané spory Jozefa Miloslava Hurbana ("Discorsi scelti di Jozef Miloslav Hurban").
Come critico letterario mise in luce gli aspetti filosofici e morali della produzione slovacca: Čas a knihy ("Il tempo e i libri"), Paradoxy ("Paradossi"). Oltre alla prosa artistica, fu anche autore di libri di viaggio e di sceneggiature di numerosi film. 

## Riconoscimenti
Nel 1955 e nel 1962 fu laureato al premio di stato intitolato a Klement Gottwald; nel 1975 fu insignito del titolo di Artista nazionale.
Nel 1998 il presidente Michal Kováč gli conferì l'Ordine di Ľudovít Štúr di I classe, in memoriam.

## Opere

### Prosa

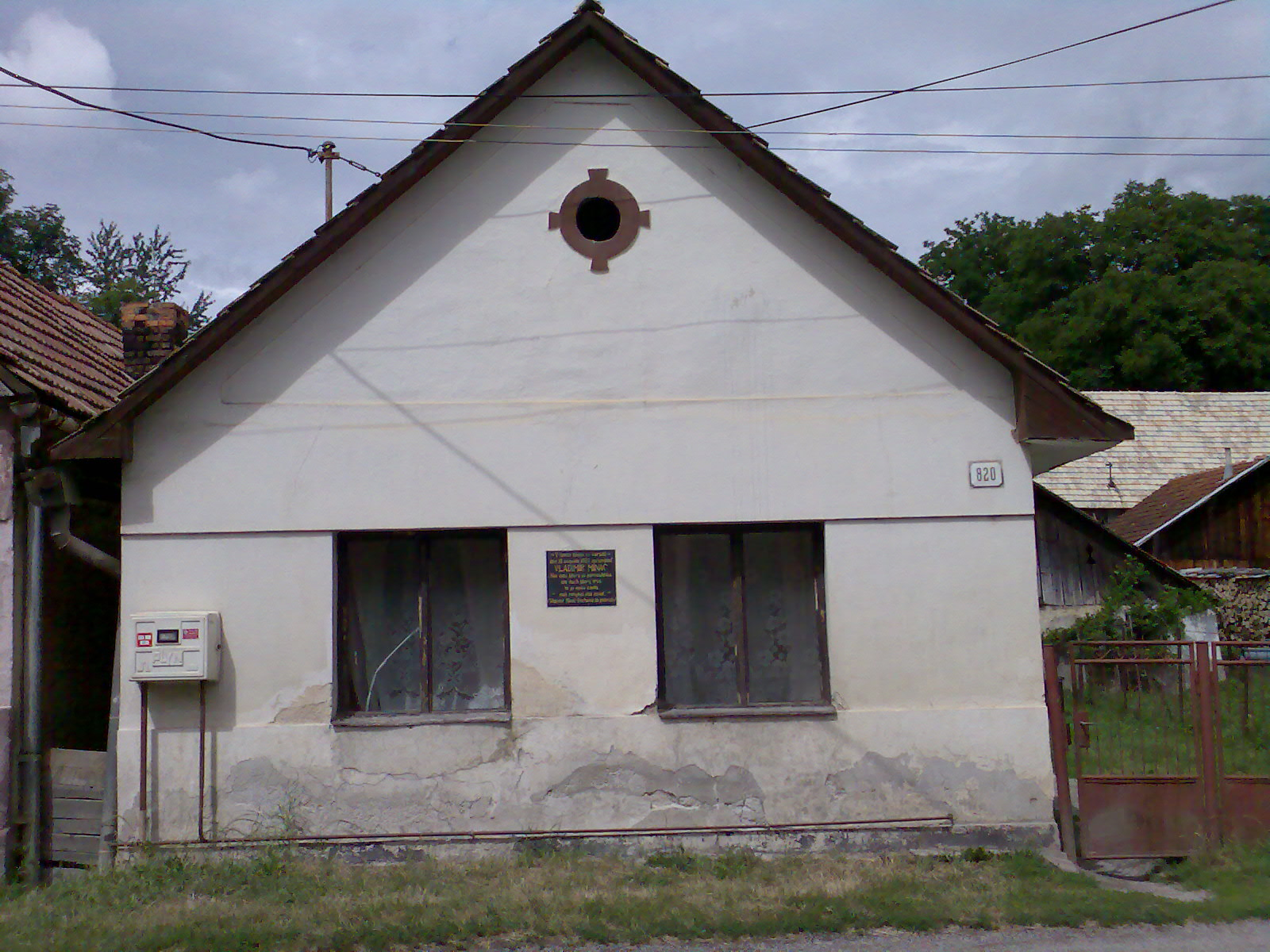
La sua casa natale a Klenovec

- 1947 – Smrť chodí po horách ("La morte cammina per le montagne"), romanzo sull'Insurrezione nazionale slovacca
- 1949 – Včera a zajtra ("Ieri e domani"), libera prosecuzione del romanzo Smrť chodí po horách
- 1950 – Prielom ("Lo sfondamento")
- 1951 – Modré vlny ("Onde blu"), romanzo di formazione
- 1954 – Na rozhraní, raccolta di sette racconti
- 1955 – V krajine, kde vychodí slnko ("Nel paese dove spunta il sole"), resoconto di viaggio in Cina
- 1958 – Dlhý čas čakania ("Una lunga attesa"), I parte della trilogia Generácia
- 1959 – Živí a mŕtvi ("I vivi e i morti"), II parte della trilogia Generácia
- 1961 – Zvony zvonia na deň ("Le campane suonano per il giorno"), III parte della trilogia Generácia
- 1960 – Tmavý kút ("L'angolo scuro"), racconti
- 1962 – Nikdy nie si sama ("Non sei mai sola"), novella
- 1962 – Chlieb krvou solený ("Pane salato con il sangue")
- 1963 – Záznamy ("I famosi"), raccolta di racconti
- 1964 – Výrobca šťastia "Il fabbricante di felicità", romanzo satirico (messo in scena in collaborazione con Milan Lasica nel 1985)
- 1965 – Kto kráča po ceste ("Chi grida per strada"), racconti dai libri Tmavý kút e Záznamy, più la novella Kriminálny príbeh ("Vicenda criminale")
- 1982 – Ženy ("Donne"), raccolta di vecchi racconti
- 1982 – Prípad ("Il caso"), raccolta di vecchi racconti e saggi

### Saggi
- 1956 – Za pravdivé a presvedčivé zobrazenie našej skutočnosti ("Per una rappresentazione vera e convincente della nostra realtà"), relazione sulla prosa slovacca degli anni 1945 – 1955
- 1962 – Čas a knihy ("Il tempo e i libri")
- 1966 – Paradoxy, ("Paradossi") contiene il saggoi Adam, Adam, kto si? ("Adamo, Adamo, chi sei?"), Paradoxy okolo umenia ("Paradossi sull'arte") e Tu žije národ ("Qui vive il popolo")
- 1970 – Dúchanie do pahrieb ("Soffiare sulla brace"), prosegue Tu žije národ
- 1972 – O literatúre ("Sulla letteratura")
- 1974 – Zobrané spory J. M. Hurbana ("Discorsi scelti di Jozef Miloslav Hurban")
- 1976 – Súvislosti ("Contesti"), scelta di saggi e di articoli di critica
- 1979 – Portréty a osudy ("Ritratti e giudizi")
- 1982 – Texty a kontexty ("Testi e contesti"), scelta di saggi e di articoli di critica
- 1992 – Sub tegmine – Raccolta di saggi, uscita originariamente sulla rivista Literárny týždenník[1]
- 1993 – Návraty k prevratu ("Ritorno al colpo di stato")
- 1993 – Odkiaľ a kam Slováci ("Da dove vengono gli Slovacchi e dove vanno")
- 1994 – Hovory M ("Discorsi M")

### Sceneggiature
- 1951 – Boj sa skončí zajtra ("Il combattimento finisce domani") (trasposizione cinematografica di Prielom)
- 1953 – Pole neorané ("Campi non arati") (da un romanzo di Peter Jilemnický)
- 1955 – Žena z vrchov ("La donna dei monti")
- 1959 – Kapitán Dabač ("Il capitano Dabač")

### Interviste
- 1992 – V košeli zo žihľavy, di Peter Holka
- 1998 – Paradiso, di Dana Podracká